# Nacho Rodríguez
Ignacio Pablo Rodríguez Marín, dit Nacho Rodríguez, né le 2 septembre 1970 à Malaga, en Espagne, est un ancien joueur espagnol de basket-ball, évoluant au poste de meneur.

## Carrière

### Palmarès
- Finaliste du championnat d'Europe 1999
- 3e du championnat d'Europe 2001
- Vainqueur de l'Euroligue 2002-2003 (FC Barcelone)
- Vainqueur de la Coupe Korać 1998-1999 (FC Barcelone)
- Champion d'Espagne 1999, 2001, 2003, 2004
- Vainqueur de la coupe du Roi 2001, 2003 (FC Barcelone)